# Vermillion (Dakota del Sud)
Vermillion (in lakota: Waséoyuze; "il luogo in cui si ottiene il vermiglione") è una città e il capoluogo della contea di Clay nello Stato del Dakota del Sud, negli Stati Uniti. La popolazione era di 11 695 abitanti secondo il censimento del 2020. La città è situata in cima a una scogliera vicino al fiume Missouri.
La zona è stata abitata per secoli dai nativi americani. I commercianti di pellicce francesi la visitarono per la prima volta alla fine del XVIII secolo. Vermillion fu fondata nel 1859 e incorporata nel 1873. La città prende il nome da una parola lakota: wa sa wak pa'la (fiume rosso). Sede dell'Università del Dakota del Sud, Vermillion è un centro universitario ed agricolo: l'università è una delle principali istituzioni dello Stato, con le facoltà di legge e medicina, oltre ad essere l'unica ad essere certificata dall'AACSB per la sua facoltà di economia. I principali prodotti coltivati sono mais, soia ed erba medica.

## Geografia fisica
Secondo l'Ufficio del censimento degli Stati Uniti, ha una superficie totale di 4,03 mi² (10,44 km²).

## Storia
Lewis e Clark si accamparono alla foce del fiume Vermillion vicino all'attuale città il 24 agosto 1804. Il giorno prima avevano ucciso il loro primo bisonte; il giorno successivo scalarono lo Spirit Mound. Nel maggio 1843, John James Audubon visitò la zona di Vermillion per osservare la vita degli uccelli, da cui avrebbe preso ispirazione per alcune delle sue opere. Inizialmente la città era stata presa in considerazione per la creazione del primo centro psichiatrico del Dakota del Sud (oggi Human Services Center) nel 1873, ma alla fine venne costruito nella vicina Yankton. La città originaria era interamente sotto le scogliere sulle rive del fiume Missouri e tre quarti di essa furono spazzate via durante la grande inondazione del 1881.
William Jennings Bryan e William Howard Taft, candidati alla presidenza degli Stati Uniti nelle elezioni del 1908, tennero un dibattito a Vermillion rispettivamente il 28 e il 29 settembre 1908. Insieme a Eugene Chafin, visitarono in treno il Dakota del Sud, fermandosi anche a Mitchell, Tripp, Yankton ed Elk Point.
John Philip Sousa diresse la Sousa Band il 26 ottobre 1926, presso la struttura che nel 1929 divenne nota come Slagle Auditorium.
Il 24 marzo 1967, a Vermillion, Thomas James White Hawk e William Stands uccisero il gioielliere James Yeado e violentarono sua moglie.

## Società

### Evoluzione demografica
Secondo il censimento del 2020, la popolazione era di 11 695 abitanti.